# Reticulonigrum appendiculatum
Reticulonigrum appendiculatum är en insektsart som först beskrevs av Kirby 1904.  Reticulonigrum appendiculatum ingår i släktet Reticulonigrum och familjen Pseudophasmatidae. Inga underarter finns listade i Catalogue of Life.